# Nagy Iván-harangtorony
A Nagy Iván-harangtorony (oroszul: Колокольня Ивана Великого, Kolokolnya Ivana Velikovo) műemlék templomtorony a moszkvai Kremlben. 81 méteres magasságával a Kreml legmagasabb tornya és építménye. 1508-ban épült a Katedrális téren a három orosz ortodox székesegyház, a a toronyhoz legközelebbi Uszpenszkij-, az Arhangelszkij- és a Blagovescsenszkij-székesegyház számára közös használatra, mivel ezeknek nincsen saját harangtornyuk. Az épület a Moszkvai Kreml Múzeumok kiállítóhelyeként működik, emellett 1990 óta Világörökség része.

## Története
1329-től Moszkva első kőből épült harangtornya állt a mai épület helyén, amely a Szent Iván-templomhoz tartozott, ezért szerepel a nevében az Iván. Ezt a templomot I. Iván moszkvai nagyfejedelem építtette, és Moszkvában az elsők között épült kőből, nem pedig fából. III. Iván nagyfejedelem nagyszabású Kreml-felújítása során olasz építészeket bízott meg a templom helyettesítésére. Az építkezést 1505-ben, Iván halálának évében kezdték meg, és három évvel később a fia, III. Vaszilij uralma alatt fejezték be. Vaszilij azt is elrendelte, hogy az apja tiszteletére emlékműként egy új és soha nem látott méretű tornyot építsenek a régi torony alapjaira. A harangtornyot 1505–1508-ban egy Bon-Frjazin nevű olasz építész (valódi polgári neve nem ismert) vezetésével építették fel.
Az 1508-ban elkészült új harangtoronynak eredetileg két harangszéke volt különböző szinteken és körülbelül 60 méteres volt. Magassága miatt a torony megfigyelőpontként szolgált a tűzesetek és az ellenség ellen is. 1531 és 1543 között egy új épületet, a Feltámadás-templomot építettek a torony mellett, de már a 17. század végétől harangkórusként használták a torony harangjainak kiegészítésére, nem pedig istentiszteleti helyként.
1600-ban Borisz cár parancsára a tornyot megmagasították, ekkor érte el mai méretét. Amikor a 3 méterrel magasabb Mensikov-torony felépült, a moszkvaiak igen rosszallóan álltak hozzá, mivel szerintük nem lett volna szabad felülmúlni a harangtornyot. Amikor az új építmény hamarosan egy villámcsapás következtében elpusztult, a lakosok isteni jelnek vették ezt, így évszázadokig nem alkottak magasabb épületet. A torony a szentpétervári Péter–Pál-székesegyház 1733-as elkészültéig egész Oroszország, 1883-ig pedig Moszkva legmagasabb épülete maradt, és a városban tilos volt olyan épületet emelni, amely magasabb lett volna, mint a harangtorony, egészen a Megváltó Krisztus-székesegyház megépítéséig, amelyet aztán később a kommunisták felrobbantottak.
Egy népszerű, de vitatható legenda szerint amikor Napóleon 1812-ben a borogyinói csata után elfoglalta Moszkvát, azt hallotta, hogy a Blagovescsenszkij-székesegyház középső kupoláján lévő keresztet tömör színaranyból öntötték, és azonnal parancsot adott annak leszedésére, mivel azt tervezte, hogy Párizsba szállíttatja és az Invalidusok dómjának kupolájára fogja helyeztetni. A császár azonban összekeverte a székesegyházat a jóval magasabb Nagy Iván-harangtoronnyal, amelynek csak aranyozott vaskeresztje volt. Ez a kereszt viszont ellenállt a francia mérnökök minden kísérletének, hogy eltávolítsák a toronyról. Csak akkor jártak sikerrel, amikor egy orosz paraszt önként jelentkezett a kupola megmászására, majd leeresztették kötélen a keresztet. Amikor a muzsik jutalmat keresve Napóleonhoz járult, hazaárulóként kezelték és kilőtték a kezéből a keresztet. Egy másik változat szerint amikor a franciák megpróbálták leszedni a keresztet, az lezuhant és darabjaira tört. A visszavonulás során Napóleon megkísérelte felrobbantatni a tornyot. A robbanás elpusztította az egykori Feltámadás-templomot, de maga a torony rendkívül stabilnak bizonyult, és csak néhány repedést szenvedett az alapfalakon. Az épületek helyreállítását Ivan Jegotov és Luigi Rusca építészek irányításával az egész város jelentős rekonstrukciója során, 1816-23 között végezték el.
A szovjet uralom idején a tornyot, mint eleinte a teljes Kremlt, elzárták a látogatók elől. A komplexum harangjait 1918-ban elnémították, amikor a Kreml a szovjet hatalom székhelyévé vált. A többi székesegyháztól eltérően a harangtornyot nem alakították át múzeummá, hanem asztalosműhelyként és raktárként használták. Harangjai 1992-ben szólalhattak meg újra, majd közel 90 év elteltével 2007-ben nyitották meg újra a nyilvánosság előtt. A felső kilátó a mai napig megközelíthetetlen, mivel a torony belsejének rekonstrukciója még nem fejeződött be. 2008 óta azonban idegenvezetéses túrákat vezetnek a torony belsejében és az alsó szinten. Az alsóbb szinteket a Kreml múzeuma kiállítótérként használja.
A Nagy Iván-harangtornyot 1990-ben az UNESCO a moszkvai Kremllel együtt a Világörökség részévé nyilvánította.

## Jellemzői
A Nagy Iván-harangtorony együttese három részből áll. Az összes épület téglából készült, és a Katedrális tér szomszédos épületeinek megfelelően falai fehérre meszeltek. Korábban az épület vöröses téglaszínű volt, és csak a sarkai voltak fehérek. Maga a torony három nyolcszögletű dobból áll, amelyek a tetejük felé keskenyednek, ezeket egy aranyozott hagymakupola és egy 7 méter magas kereszt koronázza. A kupola alatt 3 sorban fekete alapon aranyozott betűs szövegek futnak körbe. Mindegyik szakaszon kivágott ablakok vannak a harangok számára, a felső harmadban pedig egy kokosnyik díszítés húzódik, amely az 1509-es eredeti és az 1600-as megtoldás közötti határt jelöli. A bővítést követően a kiszélesített alsó szint átmérője a 25 métert is eléri.
A torony belsejében összesen 329 lécsőfokos hosszú csigalépcső vezet a legmagasabb kilátóhoz. Az alap földszintjén lévő tér egykor a Lépcsős Szent János-templomnak adott otthont. A helyiség igen szűk, mivel a falak itt 5 méter vastagok. Az egykori Feltámadás temploma a 17. század vége óta csak a harangok elhelyezésére szolgál, a négyszintes épület téglalap alakú alaprajzzal rendelkezik, illetve nagy íves mélyedésekkel a harangszékek számára. Csúcsát szintén egy aranyozott hagymakupolával és kereszttel díszített felső dob díszíti. Az épület harmadik emeletén egy kis kápolna található, amelyet a 19. században építettek.

## Harangok
A harangtorony és a hozzá tartozó épületek összesen 22 harangot tartalmaznak, amelyeket a 16. és 19. század között öntöttek. Ezek közül 18 kisebb harang lóg a harangtorony alsó és középső szintjén, három az Uszpenszkij-harangszékben, egy pedig a Filaret-harangszékben. Ez utóbbi négy az együttes legnagyobb és legjelentősebb harangja. A torony legkisebb harangja 160 kg, a legnagyobb 65 522 kg.
Az Uszpenszkij-torony három harangjának egyike az azonos nevű Uszpenszkij-harang (Успенский колокол). Eredetileg a 16. század elején, ismeretlen mester készítette, később kétszer beolvasztották és újraöntötték, először 1760-ban, másodszor 1819-ben, miután a harang széttört az 1812-es robbantásban. Amikor 1819-ben helyreállították, a harangot gazdagon díszítették Jézus Krisztus, Szűz Mária és több cár ábrázolásával. A harang tömege 65,5 tonna, ezzel egész Oroszország és Európa második legnagyobb megszólaltatható harangja. Hagyományosan csak a legnagyobb egyházi ünnepeken, például húsvétkor szólaltatják meg kézi erővel. A múltban a cár halálát az Uszpenszkij-harang háromszori megkondításával jelentették be.
Az  Uszpenszkij-harangszék másik két harangja a 19,6 tonnás Reut (Реут, kb. bőgő, nevét a jellegzetes mély hangjáról kapta) és a 16,6 tonnás Vszednyevnij (Вседневный, mindennapi). Az utóbbit eredetileg 1652-ben készítették, majd 1782-ben újraöntötték. A Reutot 1622-ben az ismert mester, Andrej Csohov öntötte, akinek leghíresebb remekműve, a Cár-ágyú a mai napig látható a Kremlben. Az Uszpenszkij-haranggal ellentétben az 1812-es robbanásban nem tört össze teljesen, csak két darab tört ki belőle, amelyeket valamivel később visszahegesztettek anélkül, hogy befolyásolták volna a harang eredeti hangját.
A Filaret-haranglábban felfüggesztett Voszkresznij-harang (Воскресный, azaz vasárnap) tömege 13 tonna. 1704-ben Ivan Motorin harangöntőmester, a Cár-harang megalkotója készítette, amely a mai napig a harangtorony előtt áll kiállítva, és soha nem szólalt meg.

## Galéria

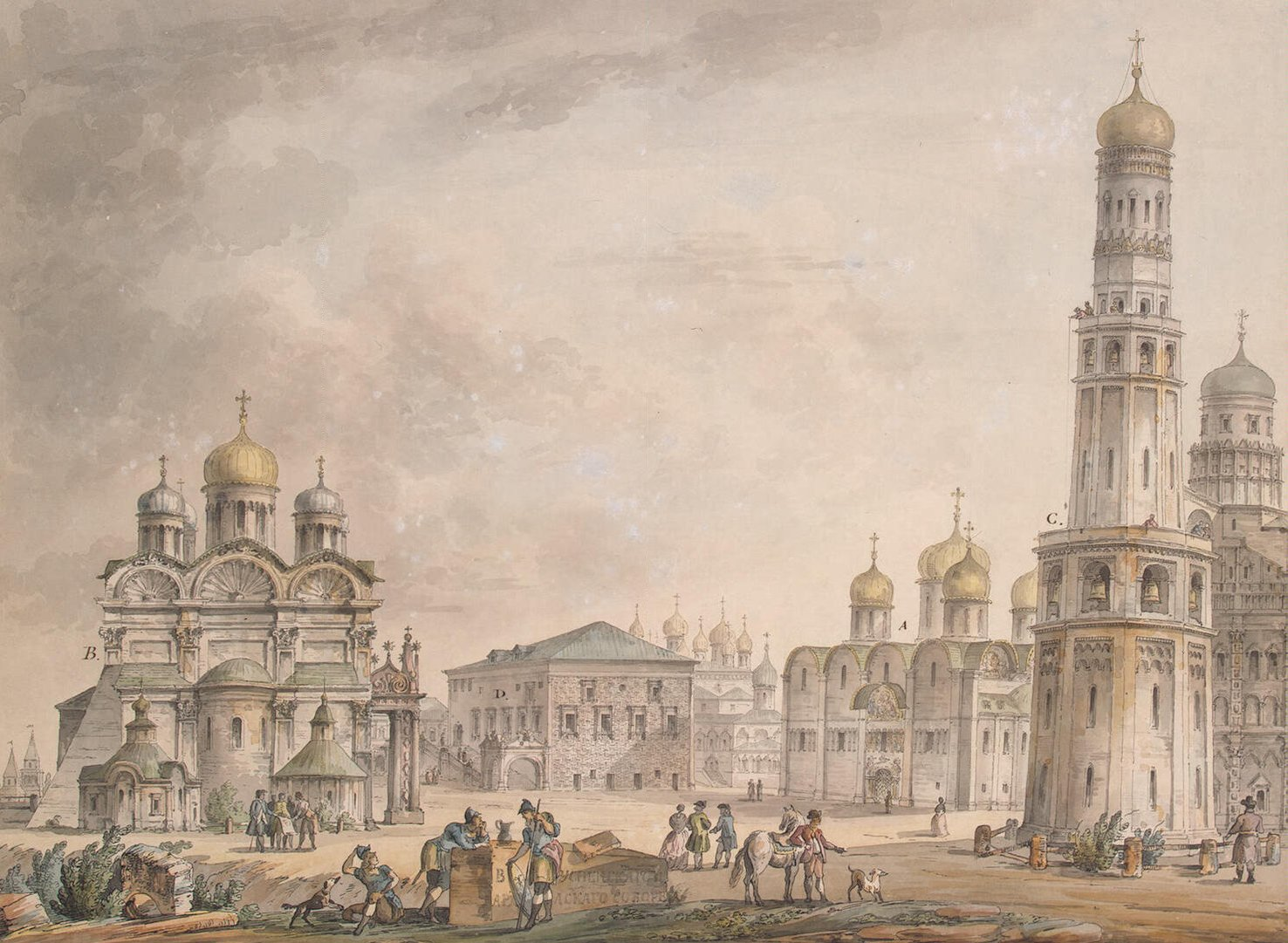
A Katedrális tér 1797-ben
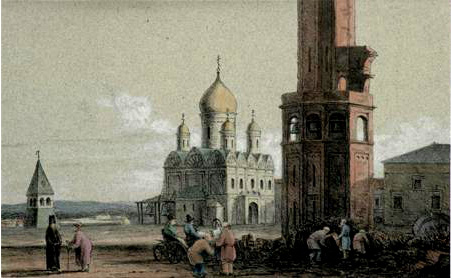
Az 1812-es robbantás után
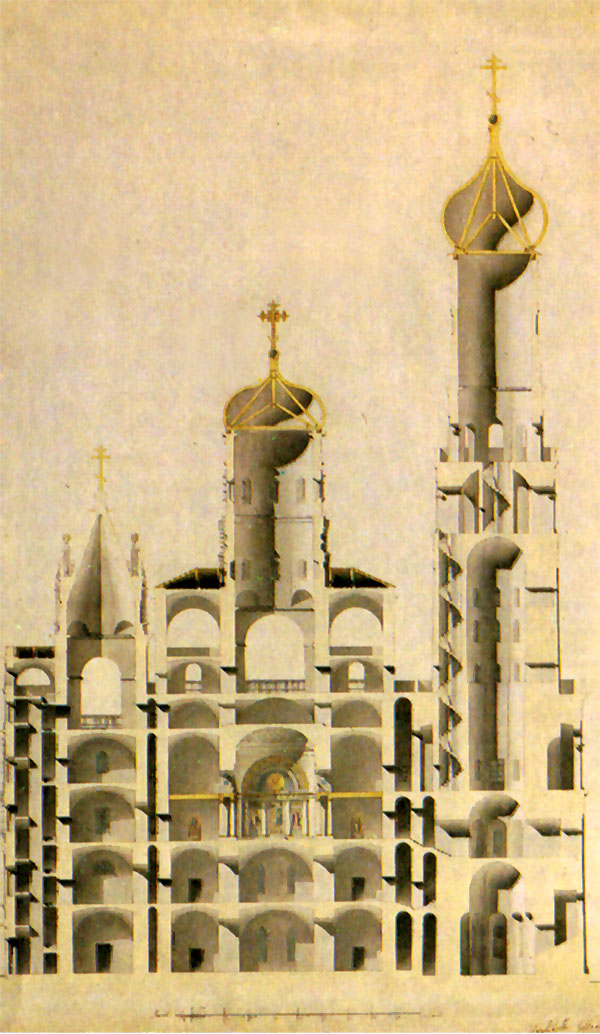
Keresztmetszeti ábra 1815-ből, az újjáépítés idejéből
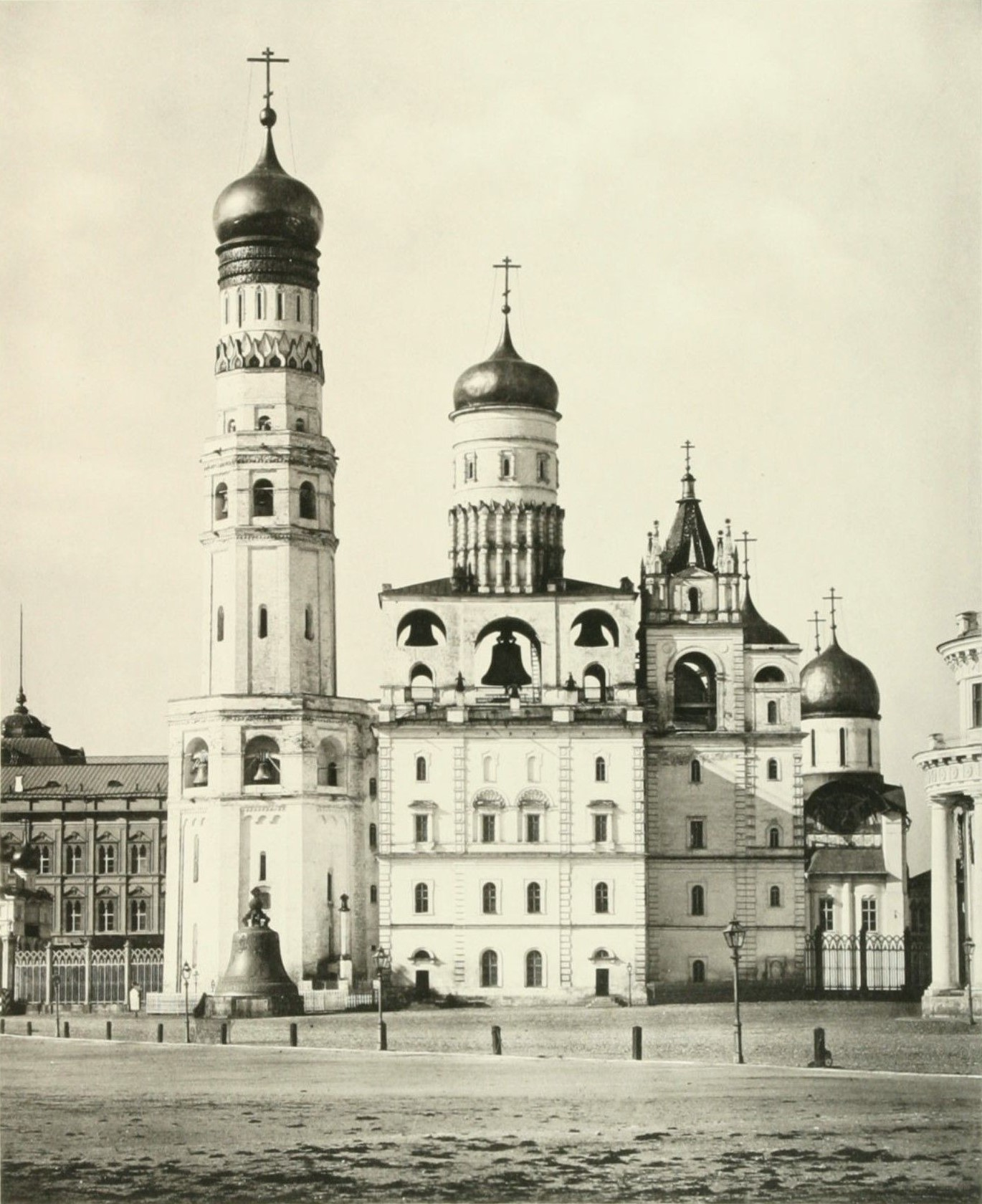
Fénykép 1883-ból
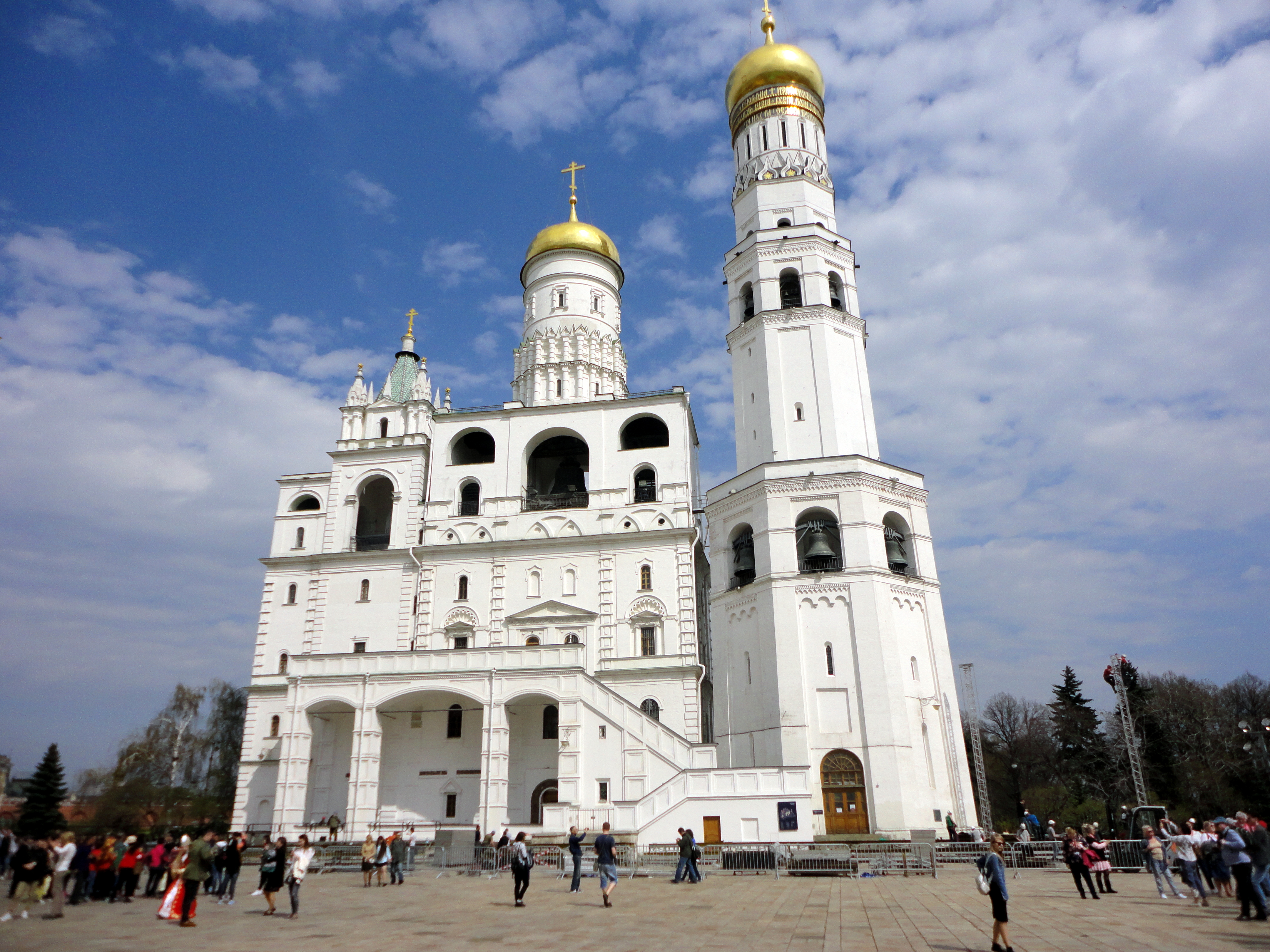
A Katedrális tér felőli homlokzat
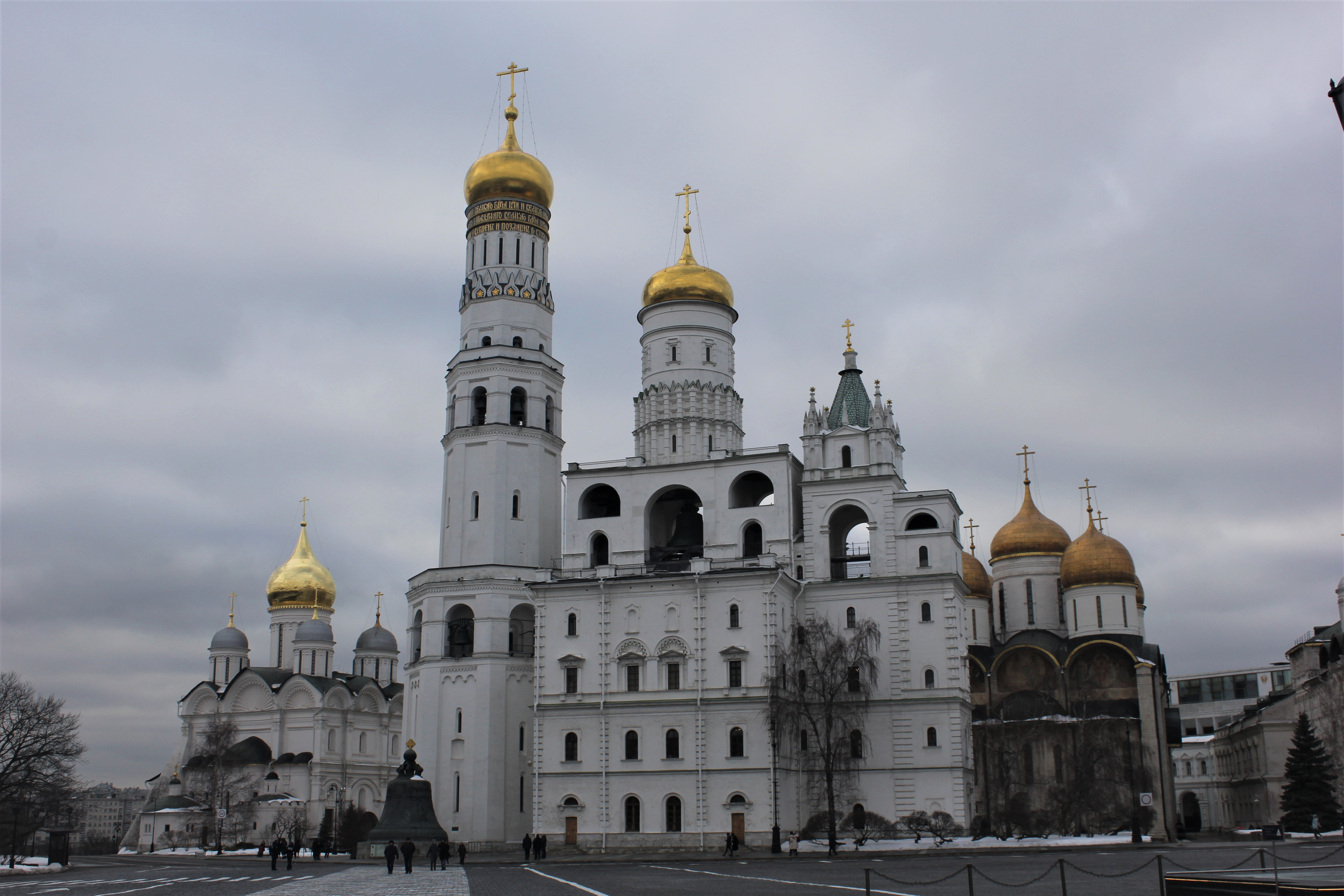
Háttérben a Kreml székesegyházai
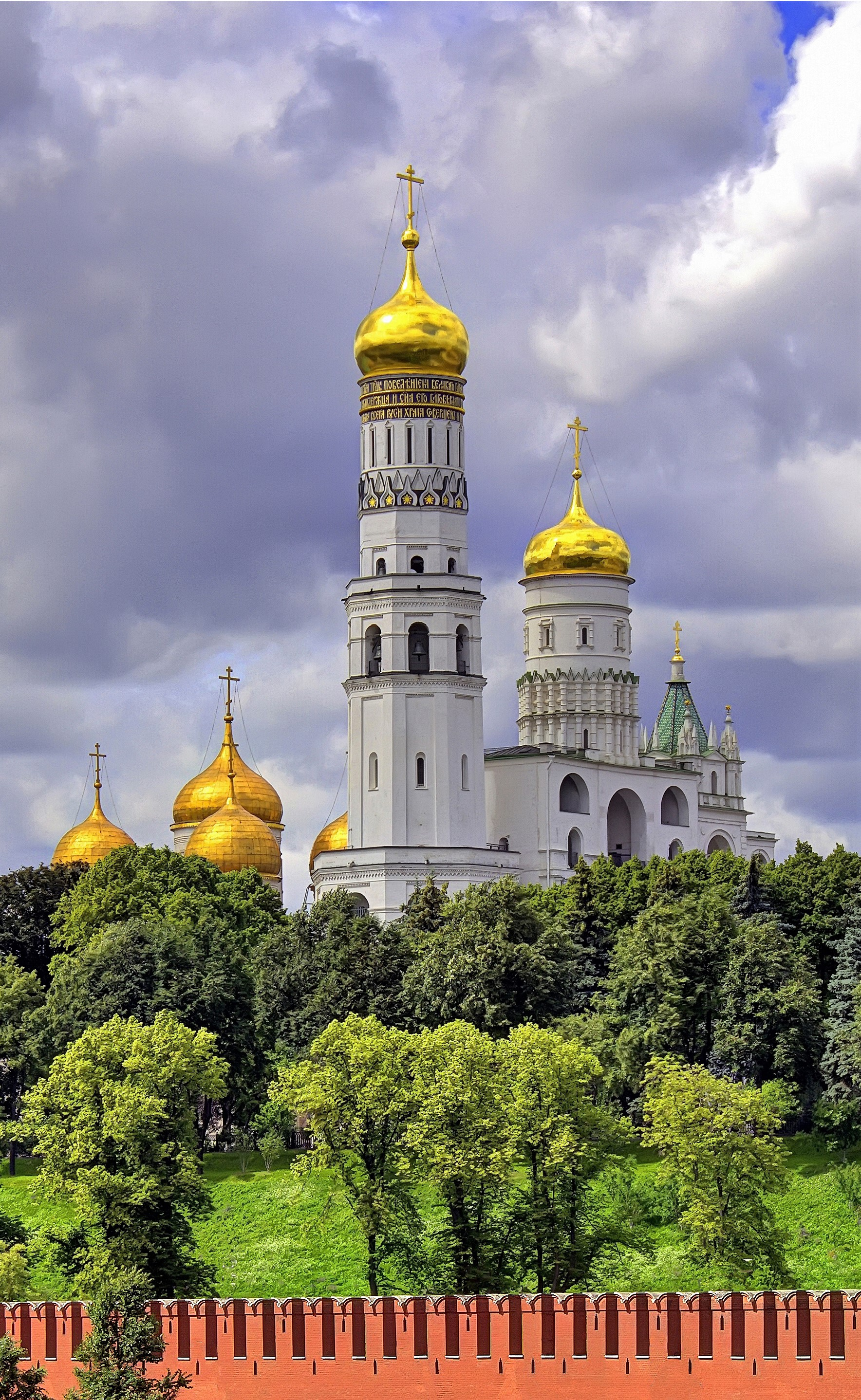
Rálátás a Moszkva-folyó felől
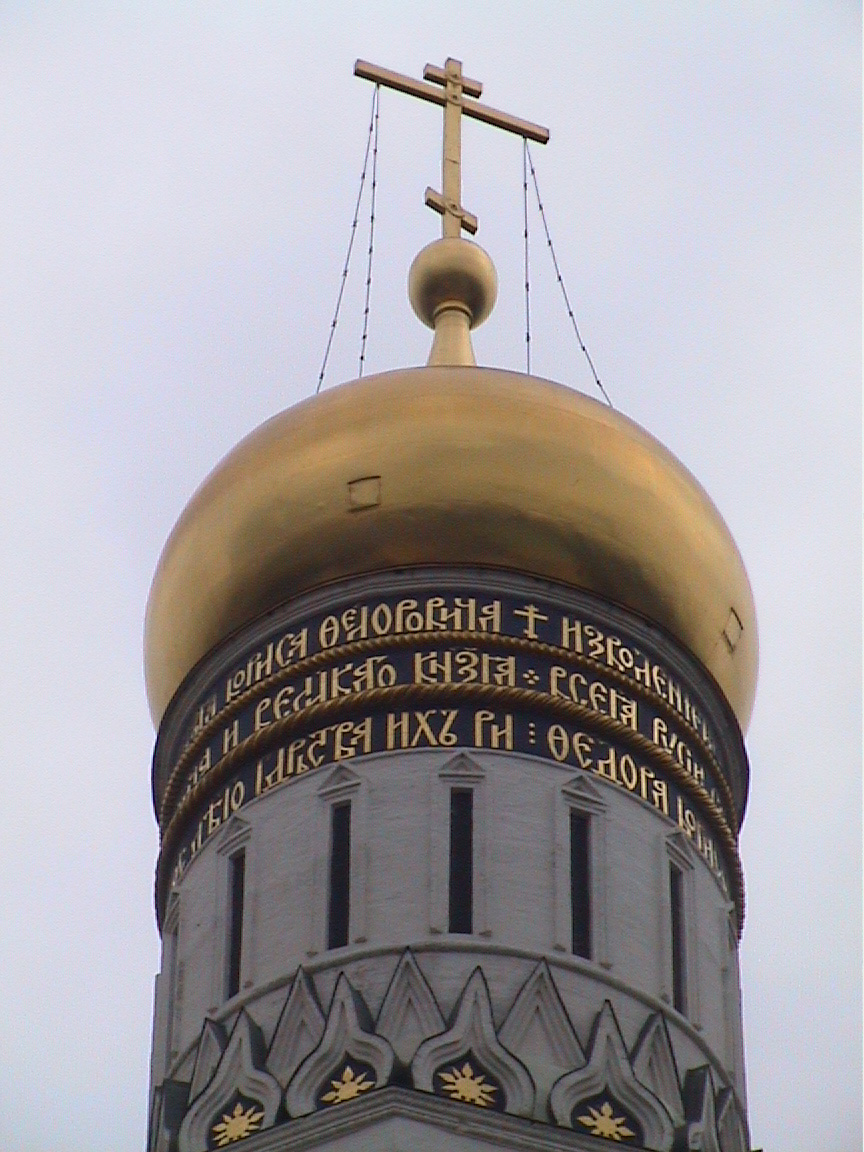
A torony csúcsa és az azt díszítő felirat
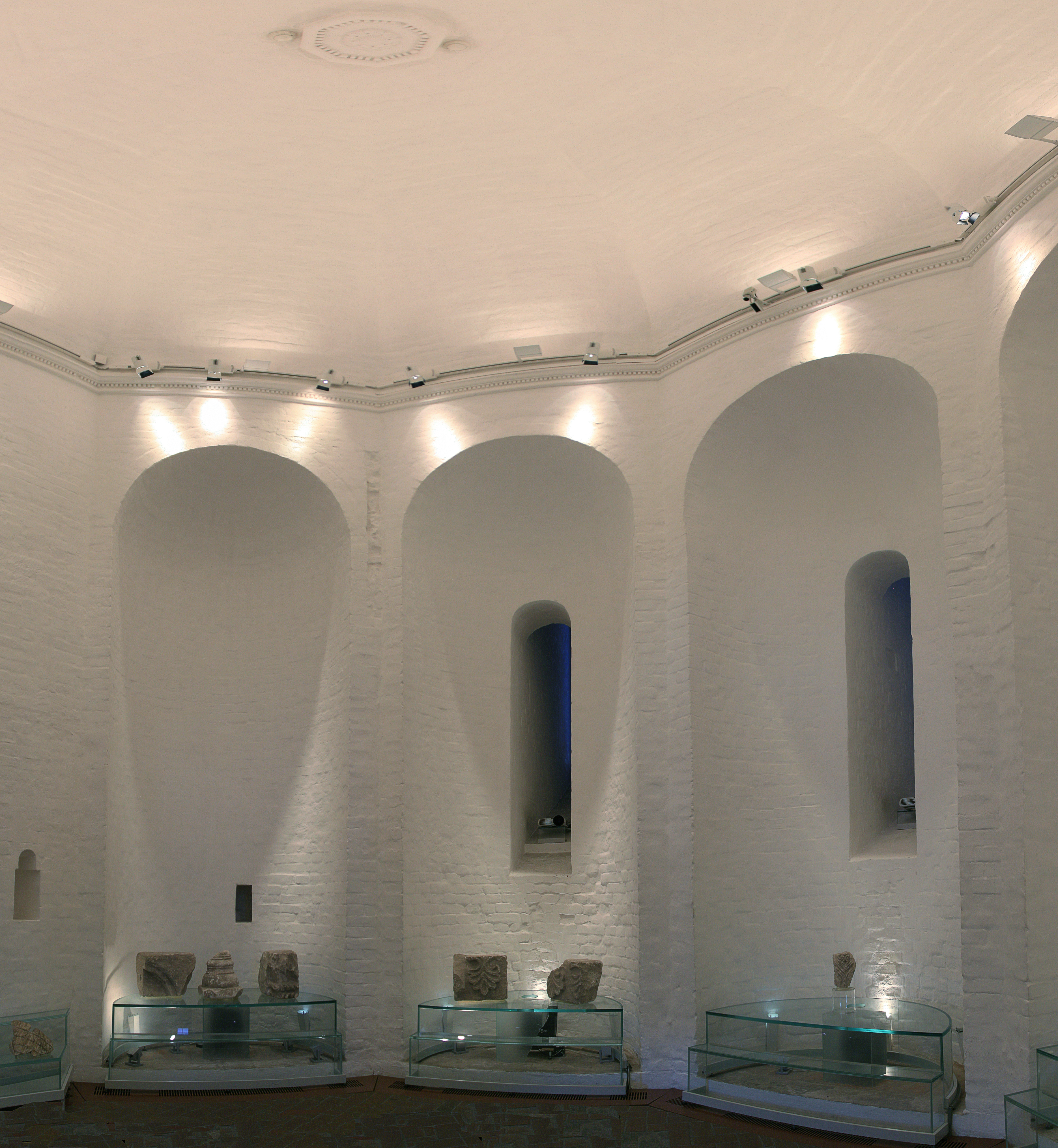
Kiállítótér az épület belsejében
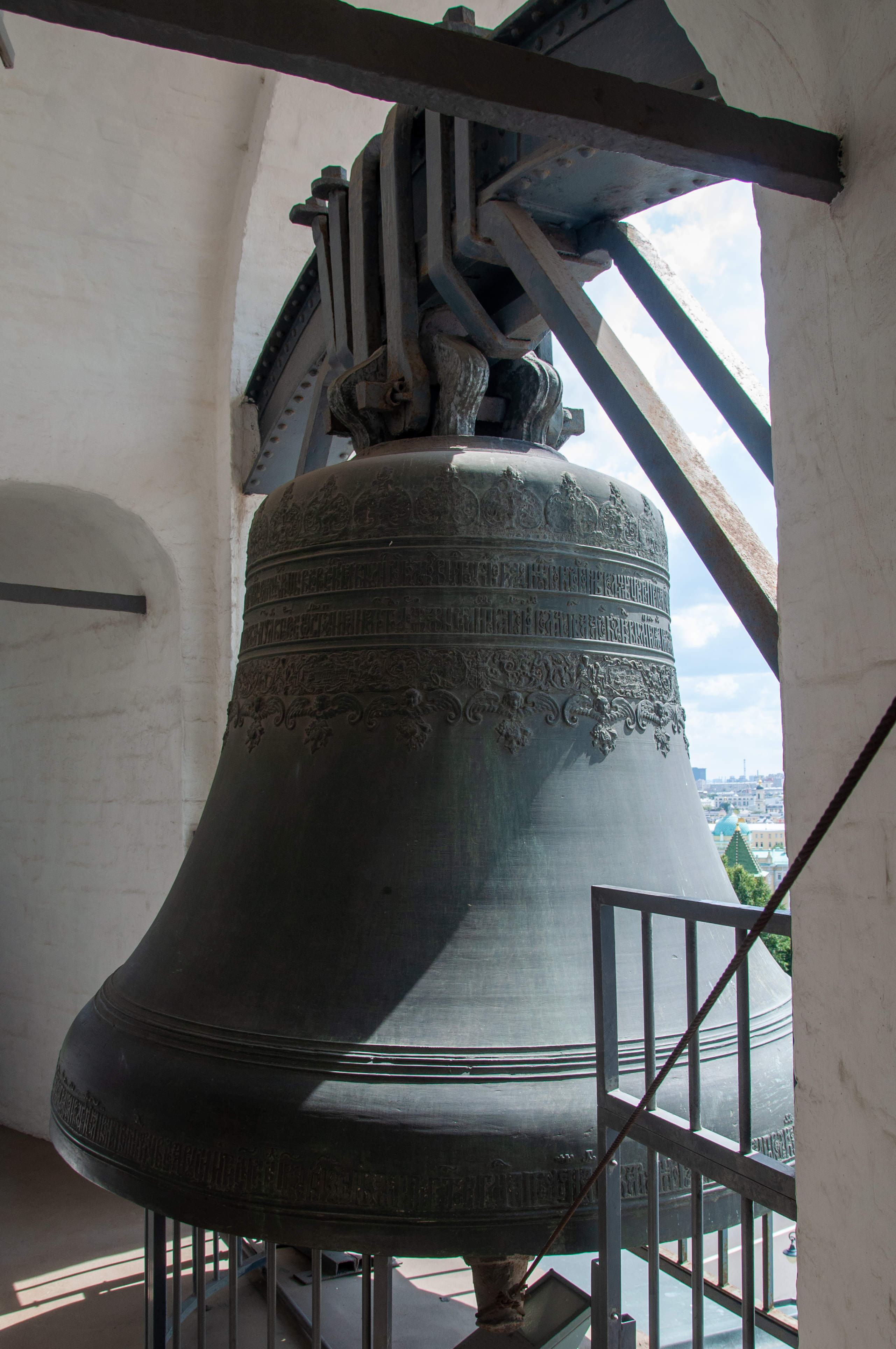
Hagyományosan felfüggesztett, gazdagon díszített ortodox harang
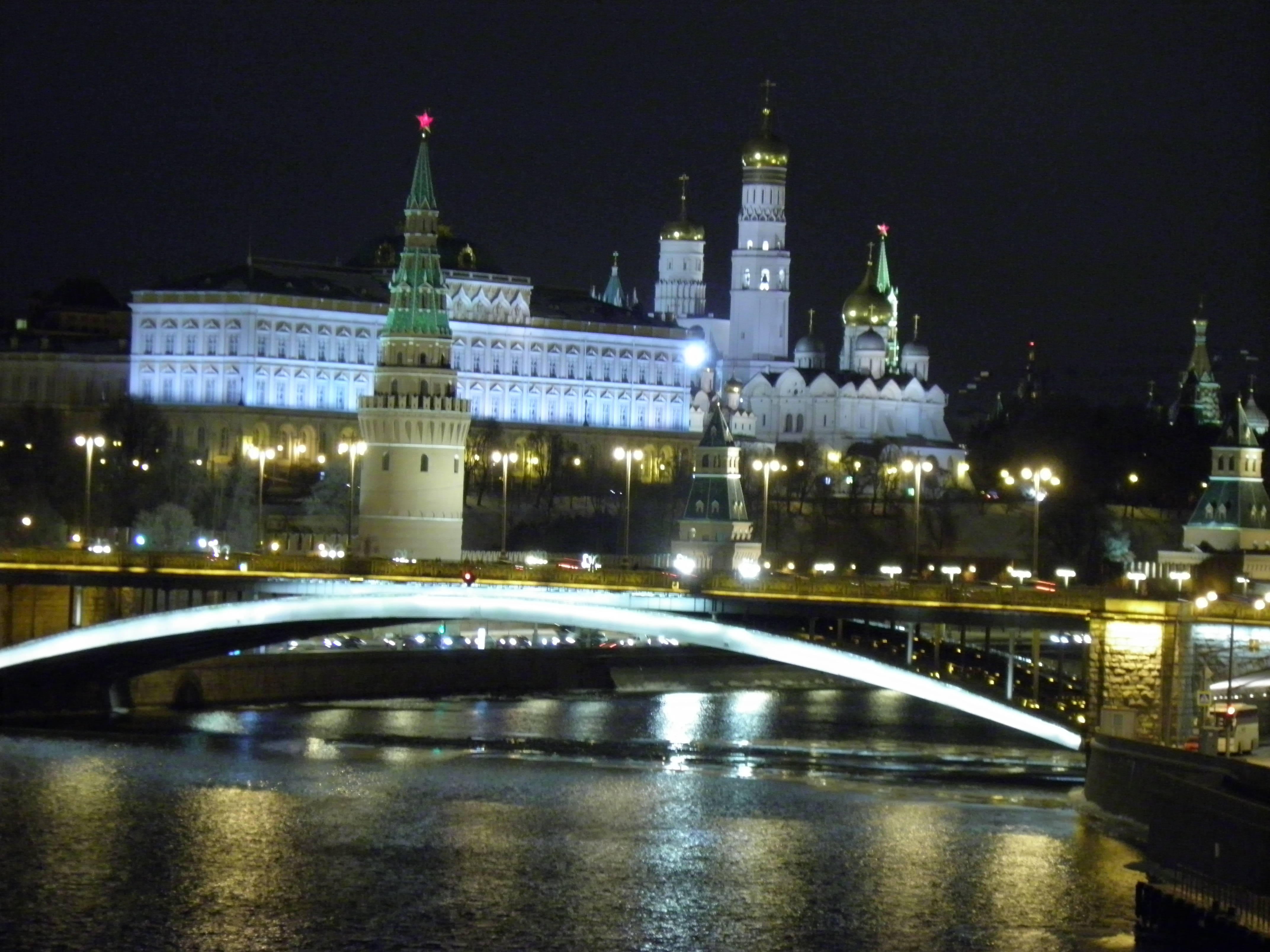
Éjszakai díszkivilágításban
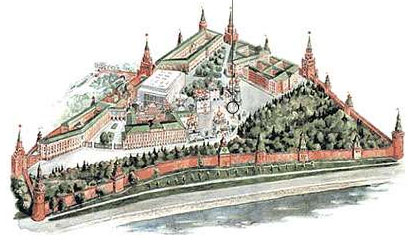
Pozíciója a Kreml térképén

## Fordítás
- Ez a szócikk részben vagy egészben  az   Ivan the Great Bell Tower című angol Wikipédia-szócikk ezen változatának fordításán alapul.  Az eredeti cikk szerkesztőit annak laptörténete sorolja fel. Ez a jelzés csupán a megfogalmazás eredetét és a szerzői jogokat jelzi, nem szolgál a cikkben szereplő információk forrásmegjelöléseként.
- Ez a szócikk részben vagy egészben  a   Glockenturm Iwan der Große című német Wikipédia-szócikk ezen változatának fordításán alapul.  Az eredeti cikk szerkesztőit annak laptörténete sorolja fel. Ez a jelzés csupán a megfogalmazás eredetét és a szerzői jogokat jelzi, nem szolgál a cikkben szereplő információk forrásmegjelöléseként.